# Subliminalna poruka
Subliminalne poruke pojam je koji označava poruke koje su ispod granica ljudske percepcije, tako da ih oko ili razum ne mogu svjesno registrirati. To su signali ili poruke najčešće umetnuti u drugi objekt s ciljem zaobilaženja normalnih granica opažanja.

## Nastanak i razvoj kroz povijest
Početak uporabe subliminalnih tehnika vezan je za dnevni tisak te traje najmanje od Prvog svjetskog rata. Naime, 1917. godine na naslovnicu američkog magazina „The Saturday Evening Post“ u prvi pohod Normana Rockwella uklopljen je seks.
Povijest nadalje bilježi korištenje prikrivenih poruka u filmskoj industriji. Godine 1957. istraživač marketinške znanosti i psiholog James Vicary za vrijeme prikazivanja filma „Piknik“ u jednom od kina u New Jerseyu proveo je jedan od najpoznatijih eksperimenata ove vrste. Svakih 5 sekundi na platnu su se pojavljivale riječi: Gladan?, Jedi kokice i „Pij Coca-Colu. Poruke su bile vješto skrivene unutar projekcije filma, a trajale su samo 0.003 sekundi. Prodaja kokica u toj kino dvorani povećala se za 57.8 %, a Coca-Cole za 18.1 %. Eksperiment je nazvan „Invisible comercial“.
Eksperimenti, naravno, nisu ograničeni samo na film ili televiziju. Godine 1958. radio postaja „WAAF“ u Chicagu emitirala je zvučne subliminalne poruke. Sličan slučaj dogodio u vezi radio postaje „KOL“ iz Seattlea, gdje su emitirane jedva čujne podsvjesne poruke snimljene ispod glazbe DJ-a, a jedna od njih glasila je „Što kažeš na šalicu kave?“.

## Subliminalne poruke danas
Subliminalne poruke danas se široko koriste – u novinama, filmovima, glazbi, reklamama na svim platformama, čak i u crtanim filmovima. Zanimljivo je kako su najkorištenije riječi, fraze i slike vezane za seks. Objašnjenje polazi od toga da sugeriranje ljudima na seks potiče njihovu energiju kroz više aspekata, a tako vjerojatno i kupnju proizvoda koji se reklamiraju. 
Nijedna subliminalna poruka nije javno priznata niti potvrđena. Ovdje su navedeni neki od najzanimljivijih primjera:
- U jednom od Disneyjevih crtanih filmova na zvjezadanom nebu iznad mora zvijezdama je ispisana je riječ „sex“. Također, na promotivnom plakatu iste kompanije za jedan drugi crtani film na crtežu kule jasno se vidi penis u erekciji
- U filmu Gospodar prstenova: Prstenova družina na prstenu su umjesto riječi koje se na njemu nalaze u knjizi ispisane riječi Coca-Cola, iako je ovo kasnije ispravljeno.
- Na novčanici afričke države Sejšeli od 50 rupija u gornjem desnom uglu listovima palme ispisana je riječ „sex“
- U pjesmi „Stairway to heaven“ grupe Led Zeppelin navodno se pojavljuju sotonističke poruke. Naime, ako se jedan dio pjesme sluša unazad, jasno se čuje tekst u kojem se spominje sotona. Što je još zanimljivije, ovaj fenomen navodno su otkrile časne sestre nakon što su uvježbavale pjesmu jer im je bila vrlo lijepa. Do otkrića je došli kada su na radiju premotavali vrpcu, što je slično tomu kao da se pjesma izvodi unazad. Navedeni video-clip ima vrlo veliku popularnost na Youtubeu

## Kontroverze
Postoje i mnoge kontroverze vezane za subliminalne poruke. Nastaju jer je takve poruke lako moguće primijeniti i u smislu manipulacije masama. Tako se s vremenom otkrilo, međutim nikada nije službeno potvrđeno, da se u SAD-u vrlo često, gdje god je to moguće, koristi riječ „obey“ (prevedeno na hrvatski jezik: ispunjavati, izvršavati, slušati), a samo s ciljem da se američka javnost što lakše prilagodi i priključi američkim oružanim snagama. 
Također, studije koje je proveo izraelski znanstvenik Ran Hassin s odsjeka za psihologiju Hebrejskog sveučilišta u Jeruzalemu pokazuju da subliminalno predstavljanje nacionalnog simbola (poput državne zastave) utječe ne samo na političke stavove, nego i na glasačke namjere i stvarno glasanje na općim izborima.